# Henrique, Duque de Aumale
Henrique Eugênio Filipe Luís de Orléans (em francês: Henri Eugène Philippe Louis d'Orléans; Paris, 16 de janeiro de 1822 — Giardinello, 7 de maio de 1897), foi um príncipe francês da Casa de Orléans e Duque de Aumale, um dos primeiros bibliófilos e colecionadores de arte antiga de seu tempo. Era filho do rei Luís Filipe I da França e de sua esposa, a princesa Maria Amélia de Nápoles e Sicília.

## Biografia

### Filho do rei da França

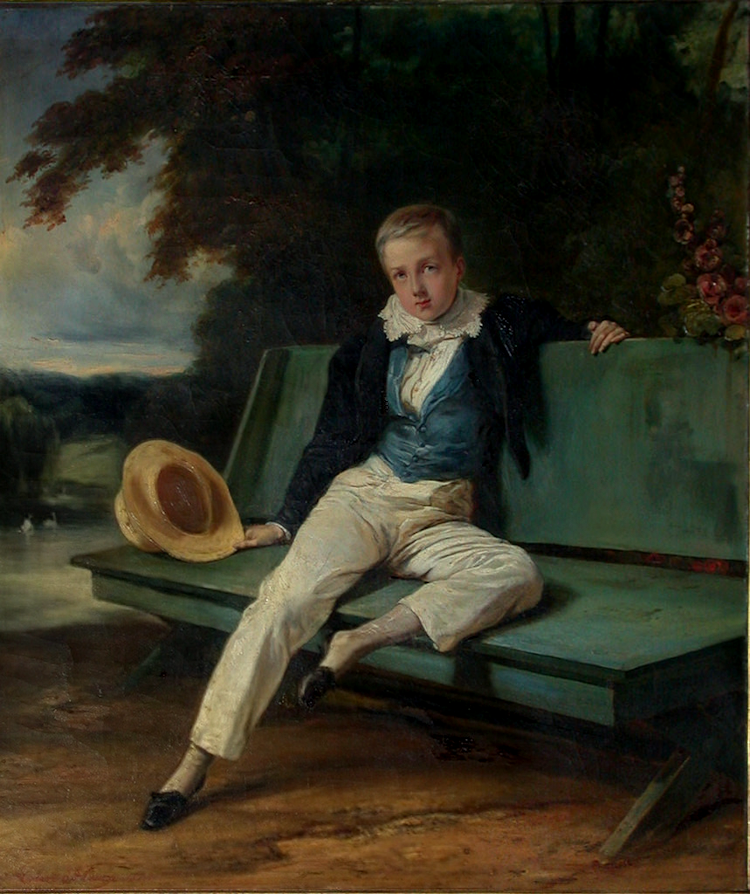
Henrique de Orléans, Duque de Aumale aos nove anos, por Joseph-Nicolas Robert-Fleury, 1831

Quinto e penúltimo filho de Luís Filipe I, rei dos franceses, e de Maria Amélia de Bourbon, princesa das Duas Sicílias, foi educado no Colégio Henrique IV em Paris antes de entrar para o exército aos dezesseis anos de idade.

### Herdeiro do último príncipe de Condé
Em 1830, com a morte do último Príncipe de Condé, seu padrinho, que o declarou seu único herdeiro, Henrique herdou aos oito anos de idade, a enorme fortuna dessa linhagem, estimada em 66 milhões de francos-ouro, produzindo dois milhões em receita anual. Este legado incluía o que foi considerado o mais importante patrimônio imobiliário francês, incluindo as propriedades em Chantilly (Oise) e imensas florestas em Thiérache (Aisne).

### Carreira militar

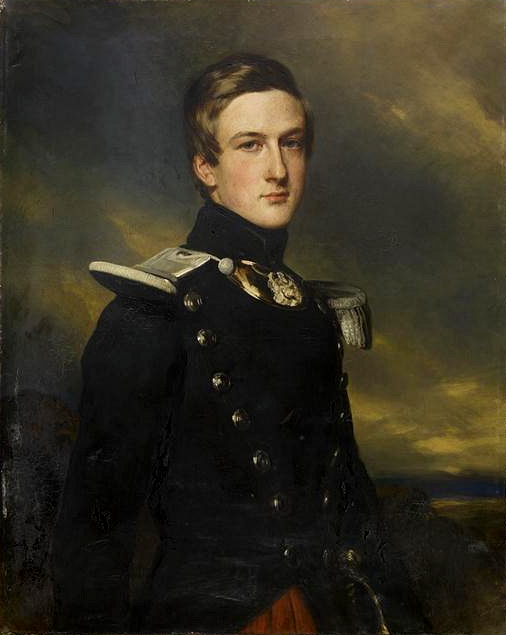
Retrato aos 18 anos, em 1840, por Winterhalter

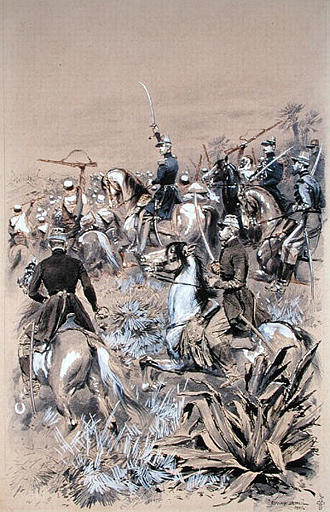
O duque de Aumale ataca a Smala em Taguin, 16 de maio de 1843 por Édouard Detaille

Promovido a tenente em 1839, Henrique d'Orleães foi para a Argélia em 1840 e participou da batalha de Affroun (27 de abril), mas teve que voltar para a França no ano seguinte, por motivos de saúde, com a patente de tenente-coronel do 17.º Regimento de Infantaria ligeira. Foi enviado mais uma vez para a Argélia, em 1842 com a patente de marechal (7 de setembro de 1842) e combateu na Batalha da Smala (16 de maio de 1843). Após esta campanha, foi promovido a tenente-general (3 de julho de 1843) e nomeado comandante da província de Constantina. Liderou a expedição de Biskra (1844). Participou da pacificação nos Aurès e no comando dos legionários do coronel Patrice Mac-Mahon, conquistou M'Chouneche. Foi nomeado governador das possessões francesas na África em 1847 e nesta função, recebeu a submissão do emir Abd el-Kader. Foi exilado em 1848, no início da Segunda República Francesa.
Reintegrado ao exército em 1872, com a patente de general de divisão, em setembro de 1873 foi nomeado para o comando do 7.º Corpo de Exército em Besançon. Em 6 de outubro de 1873, presidiu, como o mais antigo dos generais de divisão, no Grand Trianon de Versalhes, o conselho de guerra que julgou o marechal Bazaine - comandante-em-chefe do exército em 13 de agosto de 1870 - que em 17 de outubro tentou justificar a sua capitulação de Metz em 27 de outubro de 1870. O príncipe obteve do presidente da República a comutação da pena de morte para vinte anos de prisão, a pedido dos mesmos membros do Conselho de Guerra.
Em 1879, foi nomeado inspetor-geral do corpo do exército, e permaneceu em disponibilidade. Junto com os outros príncipes da família que pertenceram ao exército, ele foi colocado na inatividade da reserva em 1883, e retirado do quadro de oficiais do exército em 1886. Foi obrigado a deixar a França pela segunda vez por causa da Lei de Exílio de 22 de junho de 1886, durante a Terceira República Francesa.

### Exílio
Substituindo Bugeaud como governador-geral da Argélia em 21 de setembro de 1847, Henrique d'Orleães se demitiu de suas funções após a Revolução de 1848 e sua carreira militar foi interrompida. Viveu no exílio por vinte e três anos na Inglaterra (24 de fevereiro de 1848), quando após a morte de Luís Filipe I (1850), mudou-se para a Orleans House, perto de Twickenham.
Era é uma "grande casa de estilo diversificado, mais confortável do que suntuosa, onde seu pai tinha vivido durante a emigração; seus irmãos ocuparam também quartos na enorme casa. Um belo parque, perto do rio Tâmisa, a possibilidade de instalação de uma biblioteca, um refúgio de meditação, uma sala de recepção grande o suficiente para criar uma atmosfera acolhedora: um nome francês adotado imediatamente".
Diversas fotografias desta casa e do Duque, sozinho ou em grupo, são reproduzidas no Álbum de Família de seu sobrinho-neto homônimo Henrique de Orleães (1908-1999), conde de Paris. Bem como em doze fotografias tiradas em junho de 1864 pelo artista Camille Silvy (1834-1910), sob o número 61 do catálogo da exposição L'art anglais dans les collections de l'Institut de France.
Sua residência ficava perto da famosa Strawberry Hill, a antiga casa neogótica de Horace Walpole, esteta e colecionador; o Duque de Aumale se tornou um grande amigo da proprietária, Frances, esposa do 7.º Conde de Waldegrave, herdeiros descendentes de Walpole, que em 1879 deixou um retrato duplo que ele encomendou a Joshua Reynolds em 1761.

### Obras
O Duque de Aumale se dedicou a escrever narrativas históricas. É o autor de uma Histoire des princes de Condé e de pesquisas sobre La Captivité du roi Jean e Le Siège d'Alésia, bem como de estudos sobre Les Zouaves, Les Chasseurs à pied e L'Autriche, publicados na Revue des deux Mondes.
Porém, desde o início de seu exílio, ele escreveu ao seu professor e amigo Guérard: "A Inglaterra me pesa, e o inglês mais ainda. A vegetação pesada do país excede, ele sentia falta de uma claridade, uma paisagem de linhas despojadas, e em 1853 adquiriu do Príncipe de Partanna a propriedade de Zucco, a oeste de Palermo, ou seja, 16 000 hectares produtores de mel, um precioso vinho - vigiado dia e noite - 10 000 caixas de limões e 500 a 600 quintais de azeitonas (...) A madeira de oliveiras centenárias, das árvores da Judeia, de cactos espinhosos, de estranhas resinas, o aroma dos limoeiros e laranjeiras, dos buxos, do louro, das alfarrobeiras, das amendoeiras, uma grande casa simples, ampla mas sem luxo, uma fileira de quartos baixos caiados (onde) reinava uma frescura perpétua, um paraíso onde ele prosperou".
Em 1861, em um panfleto intitulado Lettre sur l'histoire de France adressée au prince Napoléon, o Duque de Aumale respondeu enfaticamente à acusação feita pelo príncipe Napoleão, primo de Napoleão III, em seu discurso no Senado em 1.º de março, quando atacou os membros das famílias reais acusados de trair "a sua bandeira, a sua causa e seu príncipe para fazer uma popularidade pessoal falsa". O panfleto foi confiscado, a editora e o editor condenados.
Em 1865, o governo imperial também se opôs à publicação da Histoire des princes de Condé, o quanto pode, no entanto, ela foi publicada em 1869.

### Retorno à França

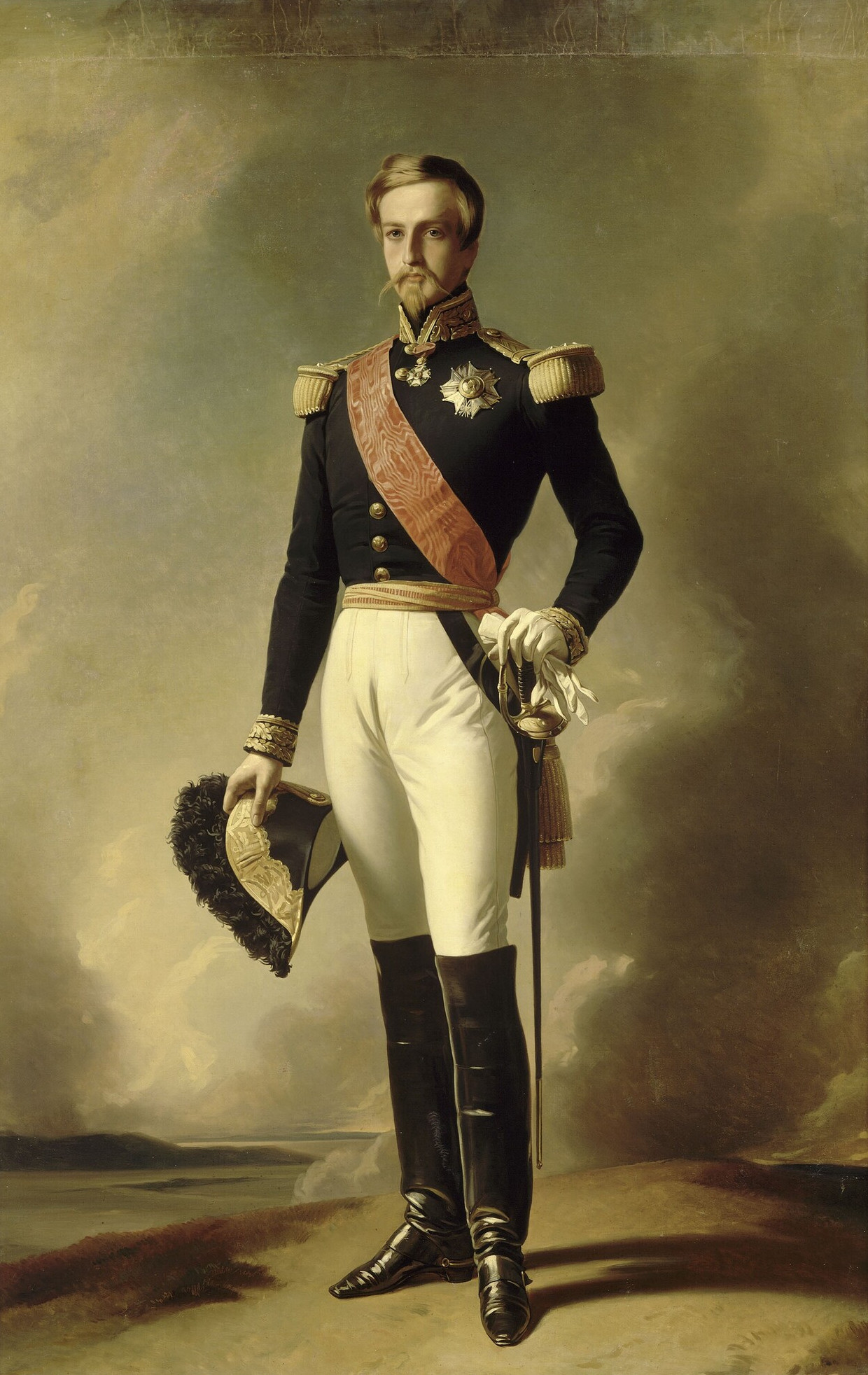
Retrato do Príncipe Henrique, duque de Aumale, por Franz Xaver Winterhalter

Em setembro de 1870, após o desastre de Sedan, o Duque de Aumale se ofereceu para lutar, e retornou à França com seu irmão, o príncipe de Joinville, mas foram impedidos de desembarcar; no final de 1871, a lei de exílio de Napoleão III foi revogada.
Em 8 de fevereiro de 1871, foi eleito deputado de Oise, e seu irmão, deputado do Alto Marne, mas a hostilidade de Thiers os perseguiu.
Em 1879, uma série de demissões atingiu o governo, o que levou a renuncia do presidente Mac-Mahon, mas sua amizade com o primeiro-ministro Gambetta resultou em sua nomeação para inspetor-geral do Exército, este que foi seu último posto militar.

### Segundo exílio e retorno
Em 1886, o general Georges Boulanger (1837-1891), ministro da Guerra desde 7 de janeiro, começou a transformar o exército chamado de permanente, em exército nacional. Em 11 de junho, a segunda lei de exílio (22 de junho de 1886) é aprovada após a recepção retumbante da princesa Amélia de Orleães, no hotel Galliera em Paris, em 15 de maio.
Em julho, o Duque de Aumale foi retirado do quadro de oficiais pelo presidente da França Jules Grévy, por sugestão de Boulanger, e expulso para a Bélgica pelo diretor de Segurança.
Um pedido coletivo para que o príncipe exilado retornasse ao país foi dirigido ao governo em 1888. Um decreto presidencial de Sadi Carnot de 8 de março de 1889, permitiu seu retorno para a França. O decreto de banimento foi revogado em 7 de junho de 1889.
Após seu retorno, em 1889, o Duque de Aumale foi eleito acadêmico de Ciências Morais e Políticas, em 30 de março. Foi nomeado diretor da Academia de Besançon, doutor Honoris causa da Universidade de Oxford e membro da Academia Real da Bélgica. De 1893 a 1897, administrou a Sociedade de Ajuda para os Militares Feridos (S.S.B.M.), que depois em 1940 se tornou a Cruz Vermelha Francesa.
Construiu na estância termal de Saint-Honoré-les-Bains, duas moradias, verdadeiros pequenos castelos chamados de: O Pavilhão Rosa e O Pavilhão Branco, atualmente convertidos em hotéis.

### Legado para o Instituto
Grande amante da arte, um dos primeiros bibliófilos de seu tempo, membro da Academia Francesa, viúvo e sem descendentes diretos vivos, o Duque de Aumale doou sua propriedade em Chantilly (Oise) e suas coleções valiosas para o Instituto de França.

### Morte

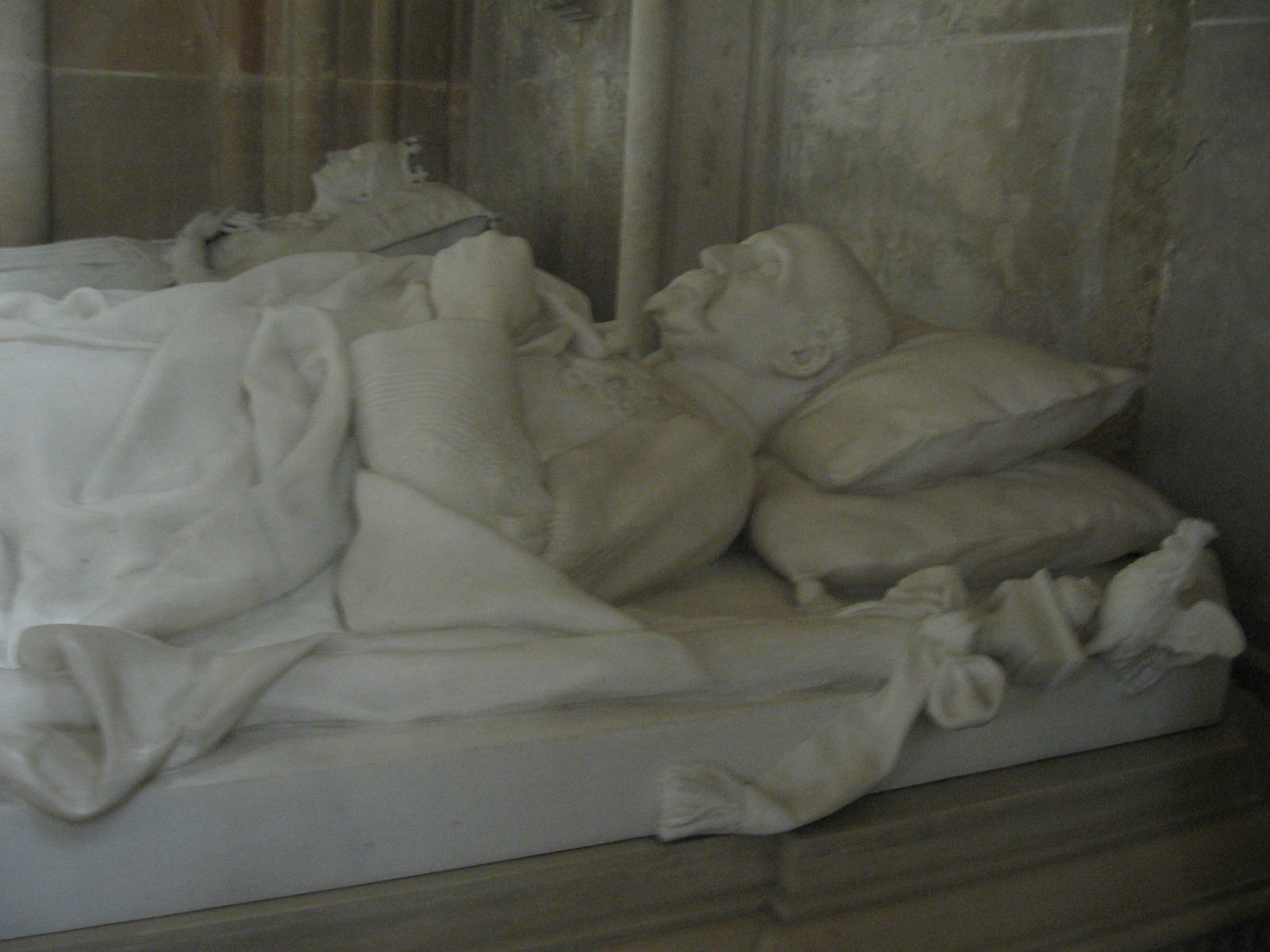
Túmulo de Henrique d'Orleães na capela real São Luís de Dreux

Na primavera de 1897, o Duque de Aumale passou alguns dias em Zucco, onde a morte o pegou de surpresa, e nenhum de seus últimos desejos pôde ser atendido. Morreu de ataque cardíaco pouco depois de escrever vinte cartas de condolências para as famílias da nobreza enlutada pelo incêndio do bazar de la Charité.
Em 14 de maio, depois de deixar Palermo na Itália, o corpo chegou à estação ferroviária de Lyon, em Paris, e em 17 de maio, a pedido de sua família, recebeu as honras militares na igreja de la Madeleine.

### Família
Em 1844, Henrique d'Orleães se casou com sua prima em primeiro grau Carolina Augusta de Duas Sicílias, princesa das Duas Sicílias. Eles tiveram sete filhos, sendo que apenas dois chegaram à idade adulta:
| Nome                                                     | Retrato | Tempo de Vida                                  | Observações                       |
| -------------------------------------------------------- | ------- | ---------------------------------------------- | --------------------------------- |
| Luís Filipe, Príncipe de Condé Príncipe de Condé         |         | 15 de novembro de 1845 – 24 de maio de 1866    | não se casou, morreu aos 20 anos. |
| Henrique Leopoldo Filipe Maria de Orleães Duque de Guise |         | 11 de setembro de 1847 – 10 de outubro de 1847 | morreu na infância.               |
| Filha                                                    |         | 16 de agosto de 1850                           | natimorta                         |
| Francisco Paulo de Orleães Duque de Guise                |         | 11 de janeiro de 1852 – 15 de abril de 1852    | morreu na infância.               |
| Francisco Luís Filipe Maria de Orleães Duque de Guise    |         | 11 de janeiro de 1854 – 25 de julho de 1872    | não se casou, morreu aos 18 anos. |
| Filho                                                    |         | Maio de 1857                                   | natimorto                         |
| Filho                                                    |         | 15 de maio de 1861                             | natimorto                         |
| Filho                                                    |         | Junho de 1864                                  | natimorto                         |